# 小島佐一
小島佐一（こじま さいち、1908年 - 1978年）は、文化15年創業の庭匠「植為」（株式会社小島庭園工務所）五代目で、日本各地の名庭園を作庭していった人物。 その植栽においてはずば抜けた技術があったというが、おもに自然との調和をみる身近な素材として雑木の庭をもちいた庭園作品を多く手がけ、高い技術力を駆使して行う庭造りのスタイルを確立。

## おもな作品
1942年から個人庭園の作庭を開始。1951年には、二条城建仁寺垣の大改修に参加。その他は以下の通り。
- 嵐山温泉嵐峡舘庭園（京都府、1953年）：嵐峡舘（現在：星のや京都）は江戸時代の豪商角倉了以私邸の一部とされ、明治時代に旅館として開業した。以来100年にわたり営業を続けている老舗
- 三渓園蓮華院改修（横浜、1957年）：戦後の復旧工事の際、蓮華院があった場所に春草廬が再建されることとなったため、蓮華院は、別の場所に移動し、佐一による竹林の中の茶室という新たな構想で与えられる
- 旧佐伯邸庭園（奈良市、1965年）：近畿日本鉄道の名誉会長佐伯勇が晩年まで暮らした家で現在松伯美術館が隣接し監理している
- 料亭わらびの里庭園（京都府、1967年-1970年）：3千坪以上の敷地を有する庭。滝流れと大きな水車が特徴
- 万国博覧会会場内日本庭園（大阪府吹田市、1968年）：滝組、流れ及び茶席の庭の作庭に参加
- 嵐山温泉渡月亭・古川邸屋上庭園 （京都府、1973年）：
- 足立美術館新館庭園（島根県、1975年）：「苔庭」作庭に参加。足立全康に啓発される。米国の庭園専門誌「ジャーナル・オブ・ジャパニーズ・ガーデニング」が2007年から「日本庭園ランキング」を発表するが、足立美術館の庭園を5年連続で「日本庭園日本一」に選んでいる
- 太閤園淀川邸庭園改修（大阪市、）：大正3年に藤田観光を築いた実業家・藤田伝三郎の次男、徳次郎の邸宅として築かれた約７千坪の広大なその築山式回遊庭園。鈴木崇らと樹木成長による園内の過密化を解消し池や滝の落水がよく見渡せるよう枝振りを整え、園内の苔貼替や化粧砂利の敷直しをおこなう

## 来歴
大正後期に京都岡崎で植善・茨木徳治郎のもとで修行し始め、1933年に父為治郎死去により５代目「植為」を継承。1935年から宮内御用。京都御所、桂離宮、修学院離宮などのお出入りにまでなる。1941年から京都府造園協同組合理事兼右京支部長。その後1957年から京都府造園協同組合副理事長。1967年に京都府造園協同組合相談役。1966年からは、日本造園緑地組合連合会理事。
1972年、京都府伝統産業優秀技術者賞受賞。1974年、労働省卓越技能賞授与。1978年、勲六等瑞宝章受章。